# Indy Lights 2009
Le championnat Indy Lights 2009 a été remporté par le pilote américain J. R. Hildebrand sur une monoplace de l'écurie Andretti Green/AFS Racing.

## Règlement
- Tous les pilotes sur Dallara.

## Courses de la saison 2009
| Date       | Lieu           | Vainqueur          | Nationalité      | Écurie                                 |
| ---------- | -------------- | ------------------ | ---------------- | -------------------------------------- |
| 4 avril    | St. Petersburg | Junior Strous      | Pays-Bas         | Winners Circle Group                   |
| 5 avril    | St. Petersburg | Junior Strous      | Pays-Bas         | Winners Circle Group                   |
| 19 avril   | Long Beach     | J. R. Hildebrand   | États-Unis       | Andretti-Green Racing/AFS Racing       |
| 26 avril   | Kansas City    | Sebastian Saavedra | Colombie         | Andretti-Green Racing/AFS Racing       |
| 22 mai     | Indianapolis   | Wade Cunningham    | Nouvelle-Zélande | Sam Schmidt Motorsports                |
| 31 mai     | Milwaukee Mile | Mario Romancini    | Brésil           | Rahal-Letterman Racing/Andersen Racing |
| 20 juin    | Iowa           | Ana Beatriz        | Brésil           | Sam Schmidt Motorsports                |
| 4 juillet  | Watkins Glen   | J. R. Hildebrand   | États-Unis       | Andretti-Green Racing/AFS Racing       |
| 11 juillet | Toronto        | Sebastian Saavedra | Colombie         | Andretti-Green Racing/AFS Racing       |
| 25 juillet | Edmonton       | J. R. Hildebrand   | États-Unis       | Andretti-Green Racing/AFS Racing       |
| 1er août   | Kentucky       | Wade Cunningham    | Nouvelle-Zélande | Sam Schmidt Motorsport                 |
| 9 août     | Mid-Ohio       | James Davison      | Australie        | Vision Racing                          |
| 23 août    | Sonoma         | J. R. Hildebrand   | États-Unis       | Andretti-Green Racing/AFS Racing       |
| 29 août    | Chicagoland    | Daniel Herrington  | États-Unis       | Bryan Herta Autosport                  |
| 9 octobre  | Miami          | Mario Romancini    | Brésil           | Rahal-Letterman Racing/Andersen Racing |

## Classement des pilotes
| Classement | Pilote             | Pays             | Écurie                                                                             | Nombre de points |
| ---------- | ------------------ | ---------------- | ---------------------------------------------------------------------------------- | ---------------- |
| 1er        | J. R. Hildebrand   | États-Unis       | Andretti-Green Racing/AFS Racing                                                   | 545              |
| 2e         | James Davison      | Australie        | Vision Racing                                                                      | 447              |
| 3e         | Sebastian Saavedra | Colombie         | Andretti-Green Racing/AFS Racing                                                   | 446              |
| 4e         | Wade Cunningham    | Nouvelle-Zélande | Sam Schmidt Motorsports                                                            | 416              |
| 5e         | James Hinchcliffe  | Canada           | Sam Schmidt Motorsports                                                            | 395              |
| 6e         | Mario Romancini    | Brésil           | Rahal-Letterman Racing/Andersen Racing                                             | 392              |
| 7e         | Daniel Herrington  | États-Unis       | Bryan Herta Autosport                                                              | 383              |
| 8e         | Ana Beatriz        | Brésil           | Sam Schmidt Motorsports                                                            | 320              |
| 9e         | Andrew Prendeville | États-Unis       | Team Moore Racing                                                                  | 313              |
| 10e        | Charlie Kimball    | États-Unis       | Team PBIR                                                                          | 310              |
| 11e        | Martin Plowman     | Royaume-Uni      | Panther Racing                                                                     | 298              |
| 12e        | Gustavo Yacamán    | Colombie         | Sam Schmidt Motorsports                                                            | 269              |
| 13e        | Richard Philippe   | France           | Genoa Racing Team PBIR                                                             | 254              |
| 14e        | Pippa Mann         | Royaume-Uni      | Panther Racing                                                                     | 237              |
| 15e        | Rodrigo Barbosa    | Brésil           | ELFF Racing                                                                        | 190              |
| 16e        | Alistair Jackson   | Royaume-Uni      | Guthrie Meyer Racing                                                               | 172              |
| 17e        | Jonathan Summerton | États-Unis       | Rahal-Letterman Racing/Andersen Racing                                             | 162              |
| 18e        | Mike Potekhen      | États-Unis       | Alliance Motorsports                                                               | 157              |
| 19e        | Pablo Donoso       | Chili            | Brian Stewart Racing Genoa Racing Team PBIR Rahal-Letterman Racing/Andersen Racing | 147              |
| 20e        | Junior Strous      | Pays-Bas         | Winners Circle Group                                                               | 146              |
| 21e        | Jay Howard         | Royaume-Uni      | Team PBIR                                                                          | 123              |
| 22e        | Stefan Wilson      | Royaume-Uni      | Walker Racing                                                                      | 112              |
| 23e        | Felipe Guimarães   | Brésil           | Bryan Herta Autosport                                                              | 107              |
| 24e        | Brandon Wagner     | États-Unis       | Davey Hamilton Racing                                                              | 103              |
| 25e        | Sergey Mokshantsev | Russie           | Brian Stewart Racing                                                               | 92               |
| 26e        | Jesse Mason        | Canada           | Guthrie Meyer Racing                                                               | 69               |
| 27e        | Sean Guthrie       | États-Unis       | Guthrie Meyer Racing                                                               | 65               |
| 28e        | Logan Gomez        | États-Unis       | Sam Schmidt Motorsports                                                            | 33               |
| 29e        | Dillon Battistini  | Royaume-Uni      | Genoa Racing                                                                       | 15               |
| 30e        | Jonathan Bomarito  | États-Unis       | Genoa Racing                                                                       | 12               |
| 31e        | Juan Pablo Garcia  | Mexique          | HVM Racing                                                                         | 12               |
| 32e        | Duncan Tappy       | Royaume-Uni      | Genoa Racing                                                                       | 8                |